# Bettina Grühn
Bettina Grühn – heute Scharl – (* 1970 in Stuttgart) ist eine deutsche Schauspielerin.
Ihren ersten Auftritt vor der Kamera hatte Bettina Grühn 1983 in dem deutsch-italienischen Film Die Geschichte der Piera (Storia di Piera). 1984 erhielt sie eine der Hauptrollen in der deutschen TV-Jugendserie Ravioli, als Branka Düwel. Eine weitere größere Rolle hatte sie 1988 in der Serie Feuerbohne e.V. Danach wurde es um Bettina Grühn still. 1997 tauchte sie noch einmal vor einer Fernsehkamera, in der Serie Zwei Brüder auf, als Nebendarstellerin. Seither hat sie an keiner Fernsehproduktion mehr als Schauspielerin mitgewirkt.

## Filmografie
- 1983: Die Geschichte der Piera (Storia di Piera)
- 1984: Ravioli (Fernsehserie, 13 Folgen)
- 1984: Tausend Augen
- 1986: Es muß nicht immer Mord sein (Fernsehserie, Folge Traumflug)
- 1988: Feuerbohne e.V. (Fernsehserie)
- 1997: Zwei Brüder (Fernsehserie, Folge Nervenkrieg)